# ذا ليجند أوف زيلدا: لينكس آوايكنينغ
ذا ليجند أوف زيلدا: لينكس آوايكنينج (باليابانية: ゼルダの伝説リンクの目覚め، زيرودا نو ميزامي: رينكو نو ميزامي،  أسطورة زيلدا: صحوة لينك)، ومعروفة في اليابان باسم أسطورة زيلدا: جزيرة الأحلام (باليابانية: ゼルダの伝説夢をみる島، زيرودا نو دينسيتسو: يومي أو ميرو شيما)، هي لعبة فيديو أكشن ومغامرة أنتجت عام 1993 عن طريق فريق نينتندو إنترتينمنت للتحليل والتنمية ونشرت من قبل نينتندو على جيم بوي. وهي اللعبة الرابعة من سلسلة أسطورة زيلدا، وأول لعبة يتم إصدارها على وحدة ألعاب محمولة.
بدأت اللعبة كتحويل من لعبة أسطورة زيلدا: وصلة إلى الماضي، وطورها موظفو نينتندو بعد ساعات الدوام. وتطورت إلى مشروع منفصل تحت إشراف تاكاشي تيزوكا، مع قصة وسيناريو من كتابة يوشياكي كويزومي وكينسوكي تانابي. وهي إحدى ألعاب زيلدا القليلة التي لا تدور أحداثها أرض هيرول، ولا تظهر بها الأميرة زيلدا أو آثار الترايفورس. بدلا من ذلك، تبدأ القصة مع لينك وهو عالق على جزيرة كوهولينت، وهو مكان يحرسه مخلوق يدعى سمكة الريح. يحارب اللاعب الوحوش ويحل الألغاز خلال بحثه عن الآلات الموسيقية الثمانية التي من شأنها أن توقظ سمكة الريح من نومها وتسمح له بالهرب من الجزيرة.
حققت اللعبة نجاحا بين الجمهور والنقاد. وأشاد النقاد بعمق اللعبة وعدد من الميزات؛ تركزت الشكاوى على التحكم والرسومات أحادية اللون. أصدرت نسخة DX من اللعبة على غيم بوي كولور في عام 1998 وضمت رسومات ملونة، ومتوافقة مع غيم بوي برينتر، وسرداب مبني على أساس اللون. بيع من النسختين معا أكثر من ستة ملايين وحدة حول العالم، وظهرت في عدة قوائم لمنشورات الألعاب ضمن أفضل الألعاب على الإطلاق.